# Marchese
A Marchese foi um construtor norte-americano de carros de corrida. Produziu chassis para equipes das 500 Milhas de Indianápolis nas edições de 1950 e 1951, que naqueles anos fizeram parte do calendário do Campeonato Mundial da FIA.